# René Straunard
René Joseph Ghislain Straunard (Feluy, 4 de janeiro de 1882 - São Paulo, 15 de maio de 1962) foi um médico veterinário belga e professor universitário, um dos fundadores da Sociedade Paulista de Medicina Veterinária em 10 de junho de 1929.

## Biografia
Cursou a Escola de Medicina Veterinária de Cureghem em Bruxelas aonde se diplomou em 1906. Imigrou para o em 1912, quando ocupou o cargo de veterinário do Governo Federal. Durante a Primeira Guerra Mundial retornou a Europa servindo como veterinário no Exército belga. Retornou ao Brasil em 1920 ocupando os cargos de Veterinário da Indústria Pastoril e Inspetor Veterinário da Indústria Animal. Em 1929 entrou para o serviço veterinário do Jockey Club de São Paulo.
Foi professor catedrático da Faculdade de Medicina Veterinária e Zootecnia da Universidade de São Paulo de Propedêutica, Patologia e Clínica Médica a partir de 1931, aonde prmaneceu até  fevereiro de 1952. 

## Obras publicadas
- La Fourbure du Cheval (1918) premiado pela Societé Centrale de Médicine Vetérinaire de Paris, - Prêmio Paugé.[2]
- Obstetrícia Veterinária (Higiene e prática dos partos)[2]
- Esforço dos Tendões[2]
- Revisão da Podologia